# Піщанка тонкостебла
Піщанка тонкостебла, піщанка тонкостеблова (Arenaria leptoclados) — вид квіткових рослин родини гвоздичні (Caryophyllaceae); поширений у північно-західній Африці, Європі й Азії.

## Опис
Однорічна рослина 5–20 см заввишки. Запушення розсіяне, переважно короткими волосками. Надземні пагони ниткоподібні, розгалужуються тільки в суцвітті. Листки яйцювато-ланцетні. Чашолистки 2–3 мм довжиною, пелюстки ≈ 1 мм довжиною. Коробочки майже рівні за довжиною чашечці, циліндричні. Насіння, мабуть, без помітних горбків.

## Поширення
Поширений у північно-західній Африці, Європі й Азії.
В Україні вид зростає на піщаних місцях — на півдні Степу, у Криму, рідко.